# Carcarodontosaure
Els carcarodontosaure (Carcharodontosaurus, "llangardaix de dents afilades") foren un gènere de dinosaures teròpodes que mesuraven de 8 a 14 metres de longitud, i s'estima que pesava de 7 a 8 tones. Presentava uns trets similars als del Giganotosaurus sud-americà, amb el que comparteix la família Carcharodontosauridae. Visqué al nord d'Àfrica durant el Cretaci superior, fa d'uns 113 a uns 97 milions d'anys.